# قصب السكر الباسق
قصب السكر الباسق (الاسم العلمي: Saccharum procerum) هو نوع من النباتات يتبع جنس قصب السكر من الفصيلة النجيلية.